# Pedro Pascual de Sans
Pedro Pascual de Sans (Sevilla, 1934 – Barcelona, 2006) fue un físico español, hijo del químico José Pascual Vila y hermano del también físico Ramón Pascual de Sans .

## Biografía
Licenciado en ciencias físicas por la Universidad de Barcelona (1956) y doctor por la Universidad de Zaragoza (1959). Fue profesor agregado en la Universidad de Barcelona y en la Universidad Complutense de Madrid e investigador de la Junta de Energía Nuclear. Marchó dos años como becario al Instituto Enrico Fermi de la Universidad de Chicago. En 1963 fue nombrado catedrático de física matemática en la Universidad de Valencia, a la vez que colaboraba con el CERN. Está considerado como el fundador de la escuela valenciana de Física Teórica. 
En 1971 volvió a la Universidad de Barcelona, donde ocupó las cátedras de Mecánica Teórica, Física General y Física Teórica. Fue uno de los primeros en organizar cursos de doctorado en catalán. En 1986 recibió el Premio Nacional de Investigación Santiago Ramón y Cajal y la Medalla Narcís Monturiol por sus investigaciones sobre múltiples aspectos fenomenológicos de las partículas elementales, sobre interacciones débiles y simétricas, y por su contribución con respecto a las reglas de suma en la cromodinámica cuántica . En 1987 fue investido doctor honoris causa por la Universidad de Valencia .  En 1988 fue nombrado asesor de la Secretaría de Estado para Universidades e Investigación, así como del Departamento de Universidades e Investigación (DURSI). También fue consultor científico de Iberdrola, Medalla al Mérito Científico de la Fundación Catalana para la Investigación y miembro de la Real Academia de Ciencias y Artes de Barcelona .
Desde 1994 hasta su muerte se dedicó a promocionar el Centro de Física de Benasque, que contaba con el apoyo de la Diputación General de Aragón, y desde 2006, del Ministerio de Educación y Ciencia CSIC .

## Aportaciones
Estudió las interacciones débiles mediante el proceso de captura de muones por protones o núcleos. En 1968 impulsó el Grupo Interuniversitario de Física Teórica (GIFT), del que fue director de 1970 a 1974. Entre 1968 y 1983 representó a España en el Comité Europeo para Futuros Aceleradores. Investigó la teoría de campo de gauge y las reglas de la suma de la cromodinámica cuántica. En los últimos años de su vida se interesó por la información cuántica .
Tuvo un papel importante en la segunda entrada de España en el CERN (1983), que se vio acompañada del Plan Movilizador de la Física de Altas Energías, que facilitó la creación en diversas universidades de grupos de física experimental de altas energías.

## Obras[4]
- Mecánica cuántica (1978) con Alberto Galindo Tixaire .
- Problemas de mecánica cuántica (1989) con Alberto Galindo Tixaire .
- Partículas e interacciones : "De rerum natura" (Titus Lucretius Carus)

## Legado
El fondo, depositado en la Universidad Autónoma de Barcelona, consta de correspondencia (1408 cartas) entre 1962 y 2002; documentación sobre el Grupo Interuniversitario de Física Teórica (GIFT), el Comité Académico de la Universidad de Barcelona, la Fundación Bosch i Gimpera, el Parque Científico de Barcelona y otros; y apuntes manuscritos de temas de Física. En total más de 3.400 documentos relacionados con su actividad en la física y la política científica que pertenecen al Centro de Ciencias de Benasque Pedro Pascual, el cual ha autorizado su difusión. La descripción de los documentos está basada en el catálogo realizado por el Servicio de Archivos de Ciencia.  Este fondo se puede consultar en el Depósito Digital de Documentos de la UAB. 